# Oh Africa
Oh Africa è un singolo del cantante statunitense Akon, pubblicato il 31 gennaio 2010 dalla Interscope Records e dalla Universal Music Group.

## La canzone
Pubblicato per beneficenza allo scopo di raccogliere fondi per la fondazione di Akon per i bambini bisognosi in Africa, il singolo ha visto la partecipazione vocale della cantante Keri Hilson.
La PepsiCo ha annunciato che Oh Africa sarebbe stata uno dei brani ufficiali del Campionato mondiale di calcio 2010.

## Video musicale
Il videoclip è stato scelto dalla Pepsi Cola come promo per i mondiali di calcio 2010. Nel video appaiono giocatori che hanno partecipato alla produzione come Thierry Henry, Didier Drogba, Kaká, Lionel Messi, Frank Lampard e Andrej Aršavin.

## Tracce
1. Oh Africa – 3:21

## Classifiche
| Classifica (2010) | Posizione massima |
| ----------------- | ----------------- |
| Regno Unito       | 56                |
| Regno Unito (R&B) | 19                |